# Crocota ostrogovichi
Crocota ostrogovichi är en fjärilsart som beskrevs av Caradja 1930. Crocota ostrogovichi ingår i släktet Crocota och familjen mätare. Inga underarter finns listade i Catalogue of Life.